# Eleição presidencial da República Democrática do Congo em 2011
A eleição presidencial da República Democrática do Congo em 2011 foi realizada em 28 de Novembro de 2011. Um segundo turno, que seria realizado em 26 de fevereiro de 2012, não será realizado devido a mudanças na legislação eleitoral.
O governo aprovou leis para abolir o segundo turno nas eleições presidenciais, que tem sido fortemente criticado pela oposição.
Preocupações foram levantadas sobre a transparência das eleições por uma série de organizações internacionais, que pediram um aumento no número de observadores. As críticas também foram feitas por organizações internacionais, pelos Estados Unidos e pela União Europeia no seu apoio para eleições transparentes no país.
Em 8 de novembro de 2011, o líder da oposição Étienne Tshisekedi declarou-se presidente eleito, dizendo que a maioria das pessoas votaram contra o presidente Kabila.
Em 28 de novembro de 2011 as eleições foram realizadas em condições precárias. Houve incidentes de violência em todo o país e votação caótica. Por causa da violência e atrasos na entrega das eleições das urnas foram estendidos por um segundo dia.